# Morville Hall
Morville Hall est une maison de campagne et des jardins classés grade I confiés au National Trust dans le comté de Shropshire, en Angleterre.

## Histoire
Morville Hall est situé à la jonction de la route A458 et de la route B4368, à cinq kilomètres du bourg de Bridgnorth.
Il s'agit d'un grand manoir en pierre grise avec des ailes en saillie, construit à l'origine sur deux étages au XVIe siècle, mais augmenté à trois dans le cadre d'un agrandissement au XVIIIe siècle. Autrefois partie du domaine d'Aldenham, la maison se dresse sur le site du prieuré abandonné de Morville .
Morville Hall est à l'origine une maison de campagne élisabéthaine datant de 1546, au moment où le site est acquis par Roger Smyth, qui se marie dans la famille Cressett locale. Il est agrandi vers 1750 par Arthur Weaver, député de Bridgnorth.
Les jardins sont l'attraction principale pour de nombreux visiteurs et intègrent les jardins de la maison de la dot[pas clair] et des éléments tels qu'un jardin du cloître et un jardin de nœuds[Quoi ?] élisabéthain.
La propriété appartient au National Trust depuis 1965 .